# منتج الفحص
يعتبر المنتج الفحصي شكلاً صيدلياً لمكون نشيط أو وهمي قد تم اختباره أو استخدامه كمرجع في تجربة طبية تتضمن منتجاً بتفويض تسويقي عند استخدامه أو تجميعه (مُعد أو معلب) بشكل يختلف عن الشكل المُصدق عليه, أو عند استخدامه في إشارة غير مصدقة أو عندما يستخدم لجمع معلومات أكثر عن الاستخدام المعتمد ,وقد اشار إليه المركز الوطني للتحليل السياسة كمنهج مفتوح لبعض الأدوية.